# 22세기
22세기는 2101년 1월 1일부터 2200년 12월 31일까지를 말한다.

## 천문 현상 예측
- 239회의 월식이 일어난다.[1]
- 2108년 5월 12일 - 수성이 태양면을 통과한다.
- 2113년 8월 - 명왕성이 1930년 발견이래 처음으로 장축단에 도달한다.
- 2117년 12월 11일 - 금성이 태양면을 통과한다.
- 2123년 9월 14일 - 금성이 목성을 엄폐한다.
- 2125년 12월 8일 - 금성이 태양면을 통과.
- 2126년 7월 29일 - 수성이 화성을 엄폐.
- 2134년 - 핼리 혜성이 태양에 다시 접근.
- 2150년 6월 25일 - 7분 이상 지속되는 개기 일식.
- 2168년 7월 5일 - 7분 26초 간 지속되는 개기 일식.
- 2182년 9월 24일 - 소행성 베누가 충돌 확률 1,800분의 1로 지구와 달 사이의 거리(38만km)보다 가깝게 접근한다.
- 2183년 10월 17일 - 템펠 1 혜성이 0.02AU(300만km) 거리에서 화성을 스쳐 지나간다.
- 2186년 7월 16일 - 7분 29초 간 지속되는 개기 일식.
- 2197년 9월 2일 - 금성이 스피카를 엄폐한다.

## 연대와 연도
| 2090년대 | 2090 | 2091 | 2092 | 2093 | 2094 | 2095 | 2096 | 2097 | 2098 | 2099 |
| 2100년대 | 2100 | 2101 | 2102 | 2103 | 2104 | 2105 | 2106 | 2107 | 2108 | 2109 |
| 2110년대 | 2110 | 2111 | 2112 | 2113 | 2114 | 2115 | 2116 | 2117 | 2118 | 2119 |
| 2120년대 | 2120 | 2121 | 2122 | 2123 | 2124 | 2125 | 2126 | 2127 | 2128 | 2129 |
| 2130년대 | 2130 | 2131 | 2132 | 2133 | 2134 | 2135 | 2136 | 2137 | 2138 | 2139 |
| 2140년대 | 2140 | 2141 | 2142 | 2143 | 2144 | 2145 | 2146 | 2147 | 2148 | 2149 |
| 2150년대 | 2150 | 2151 | 2152 | 2153 | 2154 | 2155 | 2156 | 2157 | 2158 | 2159 |
| 2160년대 | 2160 | 2161 | 2162 | 2163 | 2164 | 2165 | 2166 | 2167 | 2168 | 2169 |
| 2170년대 | 2170 | 2171 | 2172 | 2173 | 2174 | 2175 | 2176 | 2177 | 2178 | 2179 |
| 2180년대 | 2180 | 2181 | 2182 | 2183 | 2184 | 2185 | 2186 | 2187 | 2188 | 2189 |
| 2190년대 | 2190 | 2191 | 2192 | 2193 | 2194 | 2195 | 2196 | 2197 | 2198 | 2199 |
| 2200년대 | 2200 | 2201 | 2202 | 2203 | 2204 | 2205 | 2206 | 2207 | 2208 | 2209 |